# How High (ścieżka dźwiękowa)
'How High: Music From and Inspired by the Motion Picture – ścieżka dźwiękowa do filmu Superzioło, wydana 11 grudnia 2001 roku, nakładem wytwórni Def Jam Recordings.
Album został głównie nagrany przez hip-hopowy duet Method Man & Redman, a gościnnie występują m.in. Cypress Hill, Limp Bizkit, DMX, Mary J. Blige. Płyta została wyprodukowana przez Ericka Sermona, Hi-Teka, Rockwildera, Scotta Storcha, Redmana, RZA, Pete Rocka, Allah Mathematicsa, Swizz Beatza, DJ Premiera, Terry’ego Date’a, Saukratesa, DJ Twinza i Shondrae.
Album zadebiutował na 38. miejscu notowania Billboard 200, 6. miejscu listy Top R&B/Hip-Hop Albums i drugim miejscu notowania Top Soundtracks.

## Lista utworów
| #  | Tytuł                            | Producent                  | Wykonanie                        | Czas |
| -- | -------------------------------- | -------------------------- | -------------------------------- | ---- |
| 1  | "Intro"                          |                            |                                  | 0:16 |
| 2  | "Part II"                        | Erick Sermon               | Method Man, Redman, Toni Braxton | 4:04 |
| 3  | "Round and Round" (Remix)        | Hi-Tek                     | Jonell, Method Man               | 3:50 |
| 4  | "Cisco Kid"                      | Rockwilder                 | Cypress Hill, Method Man, Redman | 4:00 |
| 5  | "America’s Most"                 | DJ Twinz                   | Method Man, Redman               | 3:35 |
| 6  | "Yes Sir, Dean Cain, Sir" (skit) |                            |                                  | 0:23 |
| 7  | "Let's Do It"                    | Scott Storch               | Method Man, Redman               | 4:35 |
| 8  | "We Don't No How 2 Act"          | Da Mascot                  | Redman                           | 3:28 |
| 9  | "Who Wanna Rap"                  | Allah Mathematics          | Street Life                      | 2:54 |
| 10 | "Fine Line"                      | Saukrates                  | Saukrates                        | 2:32 |
| 11 | "N 2 Gether Now"                 | DJ Premier, Terry Date     | Limp Bizkit, Method Man          | 3:56 |
| 12 | "Party Up (Up in Here)"          | Swizz Beatz                | DMX                              | 4:37 |
| 13 | "What’s Your Fantasy"            | Shondrae                   | Ludacris, Shawnna                | 4:36 |
| 14 | "Da Rockwilder"                  | Rockwilder                 | Method Man, Redman               | 2:17 |
| 15 | "I Love N.W.A" (skit)            |                            |                                  | 0:13 |
| 16 | "Bring the Pain"                 | RZA                        | Booster, Method Man              | 3:06 |
| 17 | "How to Roll a Blunt"            | Pete Rock, Reggie Noble    | Redman                           | 3:21 |
| 18 | "All I Need" (Razor Sharp Remix) | RZA                        | Mary J. Blige, Method Man        | 3:42 |
| 19 | "Big Dogs"                       | Erick Sermon, Reggie Noble | Method Man, Redman               | 3:28 |
| 20 | "How High" (Remix)               | Erick Sermon               | Method Man, Redman               | 3:59 |

## Wydania
| Rok  | Nr katalogowy | Format            | Wytwórnia          | Region |
| ---- | ------------- | ----------------- | ------------------ | ------ |
| 2001 | 586 628-2     | CD                | Def Jam Recordings | Europa |
| 2001 | 586 628-1     | 2x Płyta winylowa | Def Jam Recordings | USA    |
| 2001 | DEFF 15469-1  | 2x Płyta winylowa | Def Jam Recordings | USA    |
| 2001 | 314 586 628-2 | CD                | Def Jam Recordings | Kanada |
| 2001 | 314 586 628-2 | CD                | Def Jam Recordings | USA    |

## Notowania
| Rok  | Album      | Notowanie | Notowanie | Notowanie       |
| Rok  | Album      | USA 200   | USA Rap   | Top Soundtracks |
| ---- | ---------- | --------- | --------- | --------------- |
| 2001 | Superzioło | 38        | 6         | —               |
| 2002 | Superzioło | —         | —         | 2               |

| Rok  | Singiel    | Notowanie | Notowanie   | Notowanie |
| Rok  | Singiel    | USA Dance | USA Hip-hop | Hot 100   |
| ---- | ---------- | --------- | ----------- | --------- |
| 1995 | "How High" | 1         | 10          | 13        |
| 2001 | "Part II"  | —         | —           | —         |